# 化学与矿物分析仪
化学与矿物分析仪（Chemistry and Mineralogy）英文缩写为“CheMin”，是一台安装在“好奇号”漫游车内部的仪器，目前它正在探索火星上盖尔撞击坑表面。美国宇航局艾姆斯研究中心的大卫·布莱克(David Blake)是该设备的首席研究员。
化学与矿物分析仪识别并测量由探测车机械手臂送入的岩石和土壤中的矿物，通过测定岩石和土壤中的矿物，来评估水在它们形成、沉积或蚀变过程中所起的作用。此外，化学与矿物分析仪数据有助于搜寻潜在的生命印迹矿物、生命能源或过去宜居环境的指标。
“好奇号”火星探测车上的化学与矿物分析仪曾获得2013年美国宇航局政府年度发明奖。

## 描述

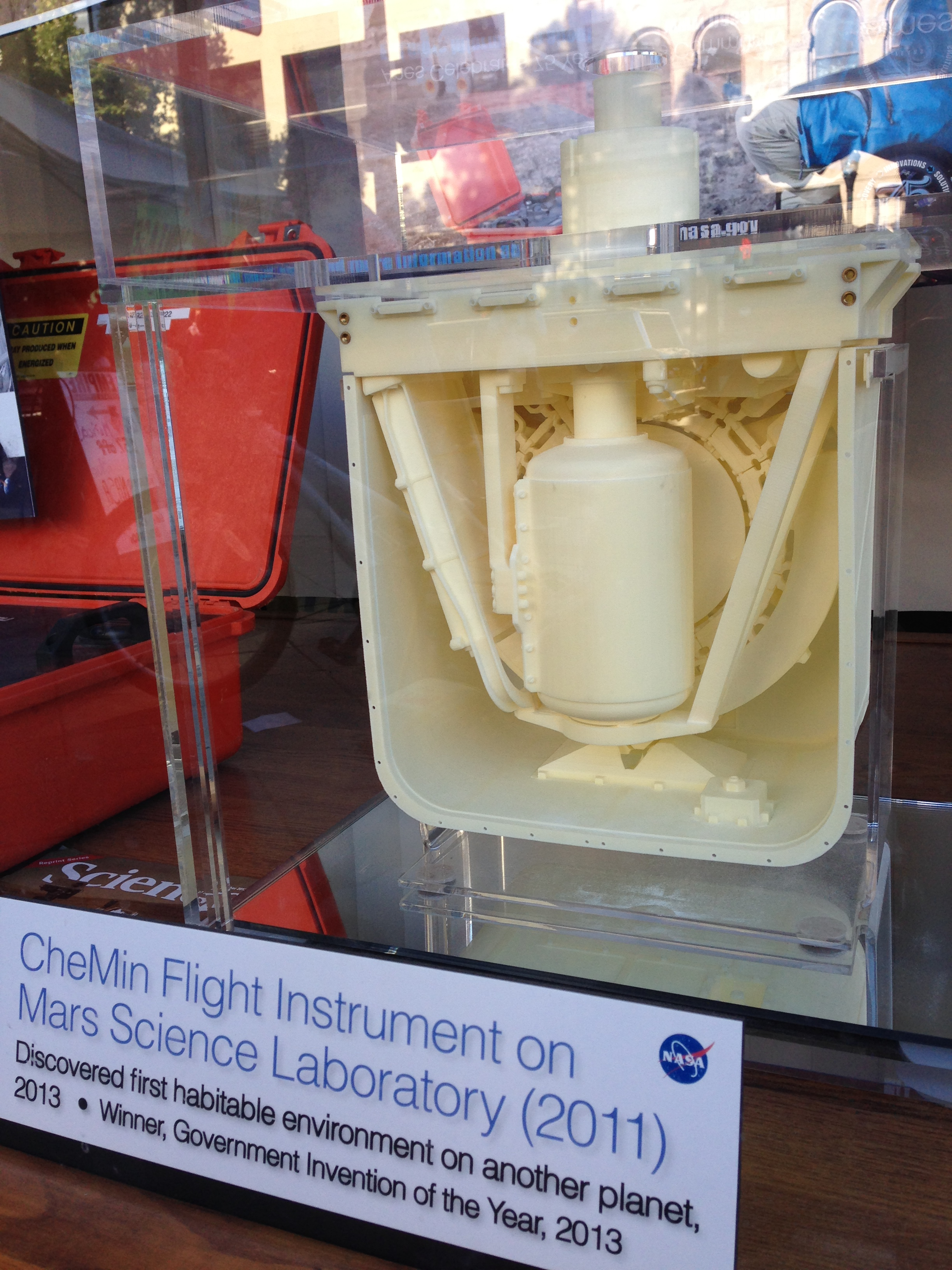
作为美国宇航局艾姆斯研究中心]75周年纪念活动的一部分，公开展示在加州山景城市中心。

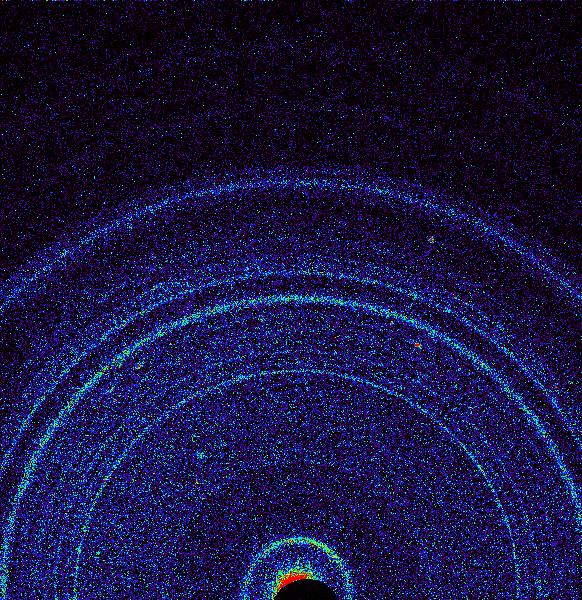
首张火星土壤X射线衍射图-2012年10月17日，好奇号漫游车的化学与矿物分析仪在“石巢的分析，显示了土壤中的长石、辉石、橄榄石及更多矿物。

化学与矿物分析仪是一台X射线粉末衍射仪，也具有X射线荧光功能，它不需要使用液体试剂，而是使用微焦距钴X射线管、可转动样品盘和能量分辨型X射线敏感CCD，从粉末样本中同时产生二维X射线衍射图和能量色散直方图 。为减少数据量，原始CCD帧直接在火星车上进行数据化处理，生成的数据将被发送回地球作进一步的处理分析。
在操作中，准直X射线源产生并引导光束穿过含有粉末材料的样品托盘。CCD（电荷耦合器件）成像器位于样本与光源的另一侧，可直接检测样本衍射的X射线或荧光。CCD可测量每个光子产生的电荷，从而测定其能量。探测器接收发出的衍射X射线并通过能量识别产生出构成样本衍射图案的二维图像，晶体和非晶材料都可用这种方式进行分析。
最多可将65毫米3的样本材料送至穿过火星车舱板的振动漏斗系统，尽管只需约10毫米3的材料即可装满直径为8毫米、厚度175微米的圆形透明托盘。漏斗包含一张限定粒径大小的1毫米粗网眼筛网，五个永久性样本盘装有用来校准的单一矿物或合成陶瓷。每次分析可能需要长达10个小时，分次在两个或更多个火星夜晚进行。

## 特点
- 容量：化学与矿物分析仪计划分析多达74个干燥样本，但它能够分析更多的干样品。它的样品盘可清空重复使用，由此造成的交叉污染预计小于5%，但该分析仪不具备储存已分析的样品以备再次分析的能力；
- 探测范围：能够检测3%及以上水平的单种矿物；
- 准确性：对浓度达到12%及以上的矿物，化学与矿物分析仪能反映所存在的绝对量上下不超过1.5%；
- 精度：10%[1][2]。

## 时间表
2012年10月17日，在“石巢”进行了火星土壤的首次X射线衍射分析，结果显示存在长石、辉石和橄榄石等多种矿物，并表明样本中的土壤类似于夏威夷火山的“风化玄武岩土壤。自1998年以来，夏威夷火山渣锥的火山灰已被开采制作供研究人员使用的火星表土模拟物。

## 典型数值

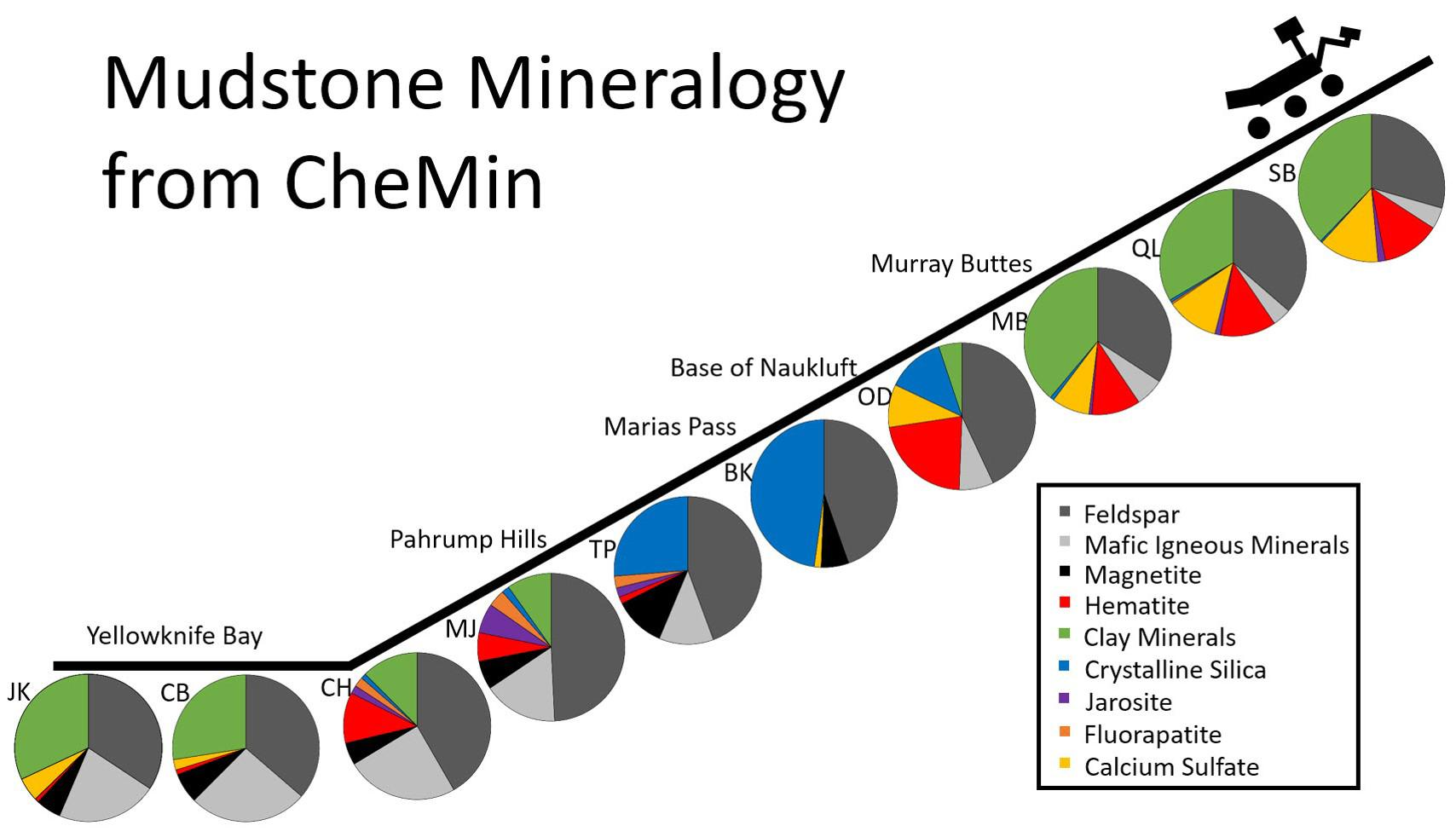
“好奇号”火星车-泥岩矿物成分-2013年至2016年在火星上（化学与矿物分析仪；2016年12月13日）

## 另请查看
- 热释气分析仪 (凤凰号登陆器)
- 尤里仪